# 若羽黒朋明
若羽黒 朋明（わかはぐろ ともあき、1934年11月25日 - 1969年3月3日）は、神奈川県横浜市中区曙町出身で立浪部屋に所属した大相撲力士。本名は草深 朋明（くさぶか ともあき）。最高位は東大関。

## 来歴

### 相撲観戦から角界入り
1934年11月25日に、神奈川県横浜市でクリーニング店を営む草深栄吉の長男として誕生した。後に愛称となる「ドライ坊や（ボーイ）」は、実家がクリーニング店であることに由来する。幼少期から体格が良く、小学一年生の時点で相撲で六年生を破るなど、近所ではわんぱく大将として鳴らした。横浜市立吉田中学校では水泳選手として活躍していたが、中学三年生のある日に栄吉と親しかった行司が自宅を訪ねてきて、恵まれた体格から角界入りを勧められた。あまりにも突然の勧誘で戸惑ったためにまずは相撲観戦から始まり、それでも入門を尻込みしていると立浪から「部屋でゆっくり遊んで行きなさい」と言われた。部屋で2～3日遊んでいるうちに北海道巡業へ誘われ、現地で「廻しを付けて相撲を取ってみろ」と言われたことでそのまま立浪部屋へ入門した。恵まれた体格だったが入門前の激しい稽古によって体重が基準を下回ったために新弟子検査では直前に水をがぶ飲みして受験したが、21貫（79kg）と言われて足元を見ると、立会人かつ部屋付き親方だった白玉が秤に片足を載せて助けていた。
1949年10月場所で初土俵を踏んだが、その時はまだ14歳だった。1950年1月場所で番付に自身の名が記載されたが、四股名にどうしても「若」の字が欲しかったことから同部屋の大先輩の横綱・羽黒山政司に因んだ「若羽黒」となった。しかし、小島貞二は若羽黒の四股名について、「むしろ安念山のほうが、そういった感じがするんですけどね」と立浪の部屋持ち時代に語っている。

### 柏鵬の反逆児
非力でポッチャリしていたため、立浪からは何が何でも押しに徹するように指導を受けた。これが功を奏し、1954年3月場所で新十両、1955年3月場所で20歳3か月で新入幕を果たした。一年後の1956年3月場所では東前頭15枚目で12勝3敗と好成績を残し、朝汐太郎・若ノ花幹士との優勝決定巴戦に出場したものの平幕下位の若羽黒には荷が重く、あっさり敗退してしまった。それでも活躍が認められて、初の三賞となる敢闘賞を受賞した。その後は幕内上位から三役に定着し、1959年9月場所では関脇で12勝3敗と好成績を挙げ、場所後に大関へ昇進した。この昇進は大相撲が年6場所制になった1958年以降では史上初の大関となった。その新大関の同年11月場所では13勝2敗と入幕以来、自己最高の成績を挙げ、幕内最高優勝を果たし、この優勝を同場所限りで引退する「ひげの伊之助」への餞とした。同年12月には、自身の大関昇進披露と結婚披露宴を帝国ホテルにて同時に開催し、長嶋茂雄らが参列して祝福した。
新大関の場所で幕内最高優勝を果たしたことから、周囲からは「押しの横綱が誕生か」「武蔵山以来2例目となる神奈川県からの横綱昇進なるか」と言われ始めた。若羽黒の体型はゴムまりを思わせる球体のようなアンコ型で、しつこくネチネチと押して行く独特の押し相撲が持ち味だった。しかし、綱獲り場所となった1960年1月場所で不覚にも7勝8敗と負け越しを喫すると、それ以降は横綱昇進どころか二度と「綱獲り場所」を迎えることが出来なかった。しかし時折存在感を見せる場面もあり、同年11月場所では関脇・大鵬幸喜が13勝2敗で初の幕内最高優勝を果たしたが、10日目に大鵬へ土を付け、同場所では12勝3敗と大きく勝ち越した。また、1961年1月場所では後に大鵬と共に「柏鵬時代」という大相撲の黄金時代を築くことになる大関・柏戸剛が13勝2敗で幕内最高優勝を果たすが、若羽黒は柏戸に対しても同じく10日目に土を付けて、さらにこの際に「オレは柏鵬の反逆児」と発言した。
しかしそれ以降は稽古不足が災いし、若羽黒は場所終盤まで優勝争いに絡むことは一度も無くなった。1961年7月場所は5勝10敗、同年9月場所は全休と連続負け越しとなり、自身初の角番となった11月場所は、11日目に柏戸に敗れて7敗目、12日目に大鵬に敗れてついに負け越しが決定し、3場所連続負け越し（当時の規定により）で大関陥落が決定した。結局この場所は5勝10敗に終わり、結果的に柏戸・大鵬への「反逆」は返り討ちに遭う皮肉な結果となった（この場所後、柏戸・大鵬の両者は揃って横綱へ昇進した）。

### 廃業、急逝
「柏鵬の反逆児」と自称していたにもかかわらず、二人に相次いで連敗したことで大関陥落となった若羽黒だったが、1962年1月場所を関脇で9勝6敗、その後も10勝5敗、8勝7敗と3場所連続で勝ち越しを決め、元大関の実力を示した。戦後、大関陥落後に3場所続けて三役を維持したのは史上初のことだったが、同年7月場所で右足首関節を捻挫して途中休場すると三役からも陥落し、これ以降は二度と三役に返り咲くことが出来なかった。そして、1965年3月場所の直前に廃業を表明（現在は引退扱い）、30歳の若さで角界を去った。大関経験者でありながら年寄名跡を取得できず、日本相撲協会に残留することを断念、廃業の憂き目を見ることとなった。力士としての素質は誰もが認めるほどだったが性格にムラがあり、大の稽古嫌い、さらに賭博好きで借金を作るなど、力士としての生活の乱れもあったために引退相撲も開催出来ず、断髪式も同年7月に神奈川県三浦市の油壺観光ホテルでひっそり行われた。
廃業後は東京都北区でおにぎり屋「若」を経営していたが、1965年5月にハワイから拳銃を山口組系国粋会へ密輸入していたことが発覚し、警視庁に逮捕された。自供から立浪部屋を家宅捜索した結果、拳銃3丁が押収され、現役時代に対戦したことがある柏戸剛・大鵬幸喜までもが書類送検される角界拳銃密輸事件に発展した。この事件がきっかけでおにぎり屋も閉店に追い込まれ、妻子とも離縁した。若羽黒は刑務所暮らしを経て翌年に出所し、窮状をみかねたかつてのファンの誘いで岡山県岡山市内の相撲料理店「軍配酒場」の副店長に就任、心機一転してよく働いたが、1969年3月3日に脳塞栓症のため、岡山市内の病院で急死した。34歳没。

## 人物
ゴムまりを思わせる、球体のようなアンコ型の力士で、相手をしつこく土俵際まで押し込む独特の相撲が持ち味だった。その一方で稽古嫌い・賭博好きのイメージが付き纏い、損をしている。それでも自分の相撲をビデオで何度も確認し、独特の押し相撲の型を完成させた研究熱心な面や、年老いた師匠・立浪の世話を自ら積極的に行ったり、羽黒山政司の娘・小林千恵子（後に安念山治と結婚）の小学校時代に勉強を教えるなど、優しい一面もあった。そういった面から立浪から気に入られるタイプだったという。
若羽黒の押し相撲は並の力士には威力を発揮したが、同じ押し相撲を繰り広げた朝潮太郎には分が悪く、通算で3勝21敗と大きく負け越している。また速攻型の栃錦清隆には3勝16敗、若乃花幹士にも3勝24敗、特に若乃花には初顔から16連敗と全く歯が立たなかった。1959年7月場所で若乃花に初めて勝利したが、制限時間一杯から3度も待ったを繰り返して怒らせての勝利だったことから全く評価されず、「土俵態度があまりにも悪い」との理由で、11勝4敗と大きく勝ち越しながら三賞候補に名前が挙がらなかった。時には押し切る稽古に堪えられず、「沢庵石じゃあるまいし、押してばかりいられるか」と音を上げたこともある。
小島貞二は若羽黒の取り口に関して、全盛期の増位山大志郎や豊嶌雅男によく似ていると、1956年の立浪との対談で語っており、さらに「ああいった押しに徹した相撲の稽古というのは、今はあまりしてないんでしょう」と当時の角界の稽古の傾向について語りながら若羽黒の異質さに触れた。

## エピソード
- 入門が一場所遅れで同い年の安念山治には激しいライバル意識を持っていたという。安念山が立浪の娘と結婚、立浪の現役名である「羽黒山」を襲名した当時、若羽黒は大関から平幕へ番付を後退させていたばかりか、部屋の後継者争いにも敗れたことで部屋での立場が狭くなったことを理由に廃業を決意したという。
- 大関から陥落した1964年3月場所では、前頭9枚目で4勝11敗と大敗し、大関経験者としては史上初の十両陥落が懸念された。しかし番付運に恵まれ、同年5月場所では前頭14枚目の幕尻に留まった。その後、大関経験者による十両以下への陥落は2025年5月場所までに大受久晃・雅山哲士・把瑠都凱斗・照ノ富士春雄・琴奨菊和弘・朝乃山英樹・栃ノ心剛史・御嶽海久司の8名がいる。詳細は関取在位後に4階級以上陥落した力士一覧#最高位大関の力士を参照。
- 安部譲二が自身のブログで、1955年のある日、18歳だった安部が若羽黒に対して競馬場で喧嘩を売ったと記している。若羽黒は最初こそ安部に対して手は出さなかったが、次第にコンクリート塀へふっ飛ばし、張り手を食らわせたという[8]。
- 熱狂的な読売ジャイアンツファンで、他の若い者が他のチームを応援するとすかさず怒鳴りつけたという。
- 角界において、“良い生活を送りたかったら稽古しなさい”という意味でお馴染みの叱咤激励の言葉である「土俵に宝が埋まっている」という言葉を式守伊之助から受けた際に、実際にひそかに土俵を掘って宝探しをしたことがある。
- 後述の通り下戸であったが、大関時代から既に肝臓の健康を害していたという。また、高血圧でヘビースモーカーであったため、これらが早世の原因となっている。

### 異端児・若羽黒
以前から若羽黒の型破りかつ身勝手、遠慮しない性格は「異端児」と称された。北の洋昇は1957年に安念山と行った対談で、「（若羽黒は）ハマッ子だからね」と、育った場所による気質であると分析していた。
戦前から若羽黒が活躍した1960年代頃までは、力士が自分自身を「ワシ」を言うことが多かった中で「オレ」「僕」と言っていたことや、稽古不足を最高位が関脇だった親方から注意されると「番付はどこだ?オレは大関だ」と返答したり、外出時の正装である羽織・袴ではなくアロハシャツまたは背広で外出する、魚嫌いの肉好きでちゃんこをあまり食べずに中華料理やビフテキを食べる、下戸のために喫茶店ではコーヒー、コーラと共にケーキを口にしたり、キャバレーでバンド演奏を楽しむ、色紙のサインを平仮名で書くなど、従来の力士像を完全に覆すものだった。
また自動車が大好きで、運転免許を取得するべく教習所にも通った。稽古場に姿を現したかと思いきや隙を見て逃げ出すことが日常茶飯事となっていたある日、立浪が「そんなことしている暇があるなら少しでも稽古しろ」と言っても耳を貸さなくなったため、立浪が試験場に出向いて若羽黒に免許を取らせないよう頼んだが、若羽黒はこれを見破って、別の試験場で免許を取得してしまった。
記者から「調子はいかがですか」と聞かれた際には「オレは凝り性だから色々なものに凝る。前は相撲に凝っていたけど最近はどうも、ね…」と返答した。
付け人だった黒姫山秀男にとっては、立浪四天王の中で一番やりやすい関取であり、うるさいことを言われなかったという。ただ、稽古場で汗を流すふりをして息抜きするなど、稽古をサボるのが上手いと証言している。

## 主な戦績
- 通算成績：555勝480敗40休　勝率.536
- 幕内成績：423勝381敗36休　勝率.526
- 大関成績：102勝78敗15休　勝率.567
- 現役在位：74場所
- 幕内在位：56場所
- 大関在位：13場所
- 三役在位：16場所（関脇10場所、小結6場所）
- 三賞：4回
  - 殊勲賞：1回（1957年11月場所）
  - 技能賞：2回（1956年9月場所、1959年9月場所）
  - 敢闘賞：1回（1956年3月場所）
- 雷電賞：1回（1959年9月場所）
- 金星：4個（吉葉山潤之輔3個、栃錦清隆1個）
- 各段優勝
  - 幕内最高優勝：1回 （1959年11月場所）

### 場所別成績
| | 一月場所 初場所（東京） | 三月場所 春場所（大阪）  | 五月場所 夏場所（東京） | 七月場所 名古屋場所（愛知） | 九月場所 秋場所（東京） | 十一月場所 九州場所（福岡） |
| --- | ----------------------- | ------------------------ | ----------------------- | --------------------------- | ----------------------- | --------------------------- |
| 1949年 （昭和24年） | x                       | x                        | x                       | x                           | x                       | 東番付外 2–4                |
| 1950年 （昭和25年） | 西序ノ口6枚目 5–10      | x                        | 西序二段20枚目 4–11     | x                           | 西序二段16枚目 8–7      | x                           |
| 1951年 （昭和26年） | 西序二段9枚目 9–6       | x                        | 東三段目27枚目 6–9      | x                           | 東三段目34枚目 9–6      | x                           |
| 1952年 （昭和27年） | 西三段目11枚目 5–3      | x                        | 西幕下35枚目 9–6        | x                           | 西幕下26枚目 6–5–4      | x                           |
| 1953年 （昭和28年） | 西幕下23枚目 10–5       | 東幕下12枚目 5–3         | 西幕下9枚目 7–1         | x                           | 西幕下3枚目 4–4         | x                           |
| 1954年 （昭和29年） | 東幕下3枚目 6–2         | 西十両16枚目 8–7         | 西十両15枚目 9–6        | x                           | 東十両10枚目 11–4       | x                           |
| 1955年 （昭和30年） | 西十両4枚目 11–4        | 東前頭19枚目 7–8         | 西前頭20枚目 7–8        | x                           | 西前頭21枚目 11–4       | x                           |
| 1956年 （昭和31年） | 東前頭12枚目 6–9        | 東前頭15枚目 12–3 敢     | 西前頭2枚目 8–7 ★       | x                           | 東前頭筆頭 9–6 技★      | x                           |
| 1957年 （昭和32年） | 西小結 6–9              | 東前頭2枚目 9–6 ★        | 西張出関脇 7–8          | x                           | 西小結 8–7              | 東小結 9–6 殊               |
| 1958年 （昭和33年） | 東張出関脇 8–7          | 西関脇 6–9               | 東前頭筆頭 6–9          | 西前頭3枚目 8–7             | 西小結 9–6              | 西関脇 5–10                 |
| 1959年 （昭和34年） | 西前頭筆頭 10–5         | 東小結 10–5              | 東関脇 7–8              | 西小結 11–4                 | 西張出関脇 12–3 技      | 東大関 13–2                 |
| 1960年 （昭和35年） | 東大関 7–8              | 西大関 8–7               | 西大関 10–5             | 東大関 7–8                  | 東張出大関 8–7          | 西大関 12–3                 |
| 1961年 （昭和36年） | 東大関 10–5             | 東張出大関 9–6           | 西張出大関 8–7          | 西張出大関 5–10             | 西張出大関 休場 0–0–15  | 東張出大関 5–10             |
| 1962年 （昭和37年） | 西張出関脇 9–6          | 西張出関脇 10–5          | 東関脇 8–7              | 東関脇 3–6–6                | 西前頭6枚目 4–11        | 西前頭11枚目 8–7            |
| 1963年 （昭和38年） | 西前頭8枚目 9–6         | 東前頭2枚目 6–9          | 西前頭4枚目 9–6         | 東前頭筆頭 2–13             | 西前頭11枚目 9–6        | 東前頭5枚目 6–9             |
| 1964年 （昭和39年） | 東前頭8枚目 7–8         | 東前頭9枚目 4–11         | 西前頭14枚目 8–7        | 東前頭12枚目 8–7            | 東前頭9枚目 8–7         | 西前頭7枚目 6–9             |
| 1965年 （昭和40年） | 東前頭10枚目 6–9        | 東前頭13枚目 引退 0–0–15 | x                       | x                           | x                       | x                           |
| 各欄の数字は、「勝ち-負け-休場」を示す。 優勝 引退 休場 十両 幕下 三賞：敢=敢闘賞、殊=殊勲賞、技=技能賞 その他：★=金星 番付階級：幕内 - 十両 - 幕下 - 三段目 - 序二段 - 序ノ口 幕内序列：横綱 - 大関 - 関脇 - 小結 - 前頭（「#数字」は各位内の序列） |                         |                          |                         |                             |                         |                             |

### 幕内対戦成績
| 朝潮(米川)     | 3(1)  | 21*  | 浅瀬川   | 3  | 0  | 朝ノ海       | 2  | 0   | 愛宕山 | 3  | 0  |  |  |  |
| 荒波           | 0     | 1    | 一乃矢   | 1  | 0  | 岩風         | 16 | 8   | 宇多川 | 5  | 7  |  |  |  |
| 追手山         | 2     | 1    | 大瀬川   | 0  | 2  | 大起         | 0  | 2   | 大晃   | 18 | 11 |  |  |  |
| 小城ノ花       | 12    | 9    | 大蛇潟   | 2  | 1  | 海山         | 8  | 3   | 海乃山 | 7  | 7  |  |  |  |
| 開隆山         | 5     | 6    | 柏戸     | 6  | 14 | 金乃花       | 5  | 8   | 神錦   | 2  | 0  |  |  |  |
| 起雲山         | 0     | 1    | 北の冨士 | 0  | 1  | 清國         | 0  | 2   | 清勢川 | 3  | 0  |  |  |  |
| 国登           | 1     | 1    | 栗家山   | 1  | 0  | 黒獅子       | 1  | 0   | 琴ヶ濱 | 17 | 11 |  |  |  |
| 琴櫻           | 1     | 2    | 琴錦     | 1  | 0  | 逆鉾         | 1  | 1   | 櫻國   | 1  | 1  |  |  |  |
| 佐田乃山       | 2     | 7    | 信夫山   | 9  | 7  | 嶋錦         | 3  | 0   | 清水川 | 4  | 5  |  |  |  |
| 大豪           | 10    | 10   | 大鵬     | 2  | 13 | 大雄         | 1  | 0   | 楯甲   | 2  | 0  |  |  |  |
| 玉嵐           | 4     | 2    | 玉乃海   | 12 | 7  | 玉乃島       | 1  | 2   | 玉響   | 6  | 0  |  |  |  |
| 千代の山       | 0     | 7    | 常錦     | 7  | 2  | 常ノ山       | 2  | 0   | 鶴ヶ嶺 | 25 | 10 |  |  |  |
| 出羽錦         | 22(1) | 7(1) | 出羽ノ花 | 0  | 1  | 出羽湊       | 1  | 0   | 栃王山 | 3  | 2  |  |  |  |
| 栃錦           | 3     | 16   | 栃ノ海   | 2  | 9  | 栃光         | 12 | 21  | 豊國   | 0  | 1  |  |  |  |
| 鳴門海         | 2     | 3    | 成山     | 10 | 1  | 白龍山       | 1  | 1   | 羽嶋山 | 6  | 1  |  |  |  |
| 長谷川         | 0     | 1    | 緋縅     | 1  | 2  | 平ノ戸       | 2  | 1   | 廣川   | 0  | 6  |  |  |  |
| 広瀬川         | 2     | 2    | 福田山   | 1  | 0  | 房錦         | 18 | 13  | 富士錦 | 9  | 11 |  |  |  |
| 二瀬川(高鐵山) | 2     | 1    | 二瀬山   | 1  | 2  | 星甲         | 8  | 0   | 前田川 | 8  | 5  |  |  |  |
| 松登           | 7     | 9    | 松前山   | 1  | 0  | 三根山       | 5  | 2   | 宮錦   | 1  | 0  |  |  |  |
| 宮ノ花         | 1     | 0    | 宮柱     | 1  | 0  | 明武谷       | 1  | 6   | 吉井山 | 2  | 0  |  |  |  |
| 義ノ花         | 1     | 1    | 芳野嶺   | 4  | 1  | 吉葉山       | 5  | 3   | 若杉山 | 0  | 1  |  |  |  |
| 若瀬川         | 3     | 1    | 若秩父   | 10 | 7  | 若天龍       | 3  | 4   | 若鳴門 | 4  | 3  |  |  |  |
| 若ノ海         | 12    | 8    | 若ノ國   | 3  | 1  | 若乃花(初代) | 3  | 24* | 若前田 | 16 | 6  |  |  |  |

- 他に優勝決定戦で朝汐と若ノ花に1敗。